# 1000 Piazzia
1000 Piazzia, được phát hiện năm 1923, là một tiểu hành tinh vành đai chính quay quanh Mặt Trời.